# Bahnstrecke Zvolen–Krupina
| Kursbuchstrecke (ZSSK): | 153                  |                                        |                                        |
| Streckenlänge: | 33,796 km            |                                        |                                        |
| Spurweite: | 1435 mm (Normalspur) |                                        |                                        |
| Streckenklasse: | C4                   |                                        |                                        |
| Maximale Neigung: | 14 ‰                 |                                        |                                        |
| Minimaler Radius: | 300 m                |                                        |                                        |
| Streckengeschwindigkeit: | 70 km/h              |                                        |                                        |
| |                      |                                        |                                        |
| \| \| \| von Vrútky \| \| \| \| 0,000 \| Zvolen osobná stanica \| 291 m \| \| \| \| nach Salgótarján und nach Zvolen mesto \| \| \| \| \| Slatina \| \| \| \| 3,500 \| Neresnický tunel \| Neresnický tunel \| \| \| 7,294 \| Breziny nákladisko \| Breziny nákladisko \| \| \| 8,225 \| Breziny \| Breziny \| \| \| 10,045 \| Podzámčok \| Podzámčok \| \| \| 12,224 \| Dobrá Niva \| Dobrá Niva \| \| \| 13,360 \| Dobrá Niva zastávka \| Dobrá Niva zastávka \| \| \| 19,430 \| Sása-Pliešovce \| Sása-Pliešovce \| \| \| \| Scheitelpunkt \| 427 m \| \| \| 21,594 \| Bzovská Lehôtka \| Bzovská Lehôtka \| \| \| 25,448 \| Babiná \| Babiná \| \| \| 30,650 \| Tunel Pod Vlčokom \| Tunel Pod Vlčokom \| \| \| 32,150 \| Krupina predmestie \| Krupina predmestie \| \| \| 33,796 \| Krupina \| 264 m \| \| \| \| nach Šahy \| \| |                      |                                        |                                        |
| Strecke |                      | von Vrútky                             | von Vrútky                             |
| Bahnhof | 0,000                | Zvolen osobná stanica                  | 291 m                                  |
| Abzweig geradeaus und nach links |                      | nach Salgótarján und nach Zvolen mesto | nach Salgótarján und nach Zvolen mesto |
| Brücke über Wasserlauf |                      | Slatina                                | Slatina                                |
| Tunnel | 3,500                | Neresnický tunel                       | Neresnický tunel                       |
| Dienststation / Betriebs- oder Güterbahnhof | 7,294                | Breziny nákladisko                     | Breziny nákladisko                     |
| Haltepunkt / Haltestelle | 8,225                | Breziny                                | Breziny                                |
| Haltepunkt / Haltestelle | 10,045               | Podzámčok                              | Podzámčok                              |
| Bahnhof | 12,224               | Dobrá Niva                             | Dobrá Niva                             |
| Haltepunkt / Haltestelle | 13,360               | Dobrá Niva zastávka                    | Dobrá Niva zastávka                    |
| Bahnhof | 19,430               | Sása-Pliešovce                         | Sása-Pliešovce                         |
| Kulminations-/Scheitelpunkt |                      | Scheitelpunkt                          | 427 m                                  |
| Haltepunkt / Haltestelle | 21,594               | Bzovská Lehôtka                        | Bzovská Lehôtka                        |
| Haltepunkt / Haltestelle | 25,448               | Babiná                                 | Babiná                                 |
| Tunnel | 30,650               | Tunel Pod Vlčokom                      | Tunel Pod Vlčokom                      |
| Haltepunkt / Haltestelle | 32,150               | Krupina predmestie                     | Krupina predmestie                     |
| Bahnhof | 33,796               | Krupina                                | 264 m                                  |
| Strecke |                      | nach Šahy                              | nach Šahy                              |

Die Bahnstrecke Zvolen–Krupina ist eine regionale Eisenbahnverbindung in der Slowakei. Sie führt in der mittleren Slowakei von Zvolen nach Krupina, wo sie in die Strecke Šahy–Krupina einmündet. 

## Geschichte
Nach der Gründung der Tschechoslowakei war es eine der wichtigsten Aufgaben des jungen Staates, die auf die alten Hauptstädte Wien und Budapest ausgerichteten Verkehrswege an die neuen Verkehrsbedürfnisse anzupassen. Am 10. März 1920 beschloss die tschechoslowakische Regierung ein Investitionsprogramm für die Eisenbahnen, dass unter anderem den Bau von 15 neuen Strecken in der Slowakei und Karpatenrussland vorsah.
Erste Planungen für die Verbindung Zvolen–Krupina sahen zunächst den Umbau der seinerzeit schmalspurigen Bahnstrecke Hronská Dúbrava–Banská Štiavnica und die Erweiterung durch das Tal der Štiavnica nach Hontianske Nemce vor. Letztlich konzipierte man eine Trasse in den Tälern von Neresnica und Krupinica, parallel zur vorhandenen Straße. Der Bau der Strecke begann am 3. Januar 1923. Die Überwindung der Wasserscheide in den Schemnitzer Bergen erforderte eine Reihe von Erdarbeiten, darunter zwei Tunnel und 188 Brücken, Böschungen und Einschnitte. 
Die Strecke wurde am 15. Januar 1925 feierlich eröffnet. Einen Tag später, am 16. Januar 1925 wurde der Eisenbahnbetrieb durch die Tschechoslowakischen Staatseisenbahnen (ČSD) aufgenommen.

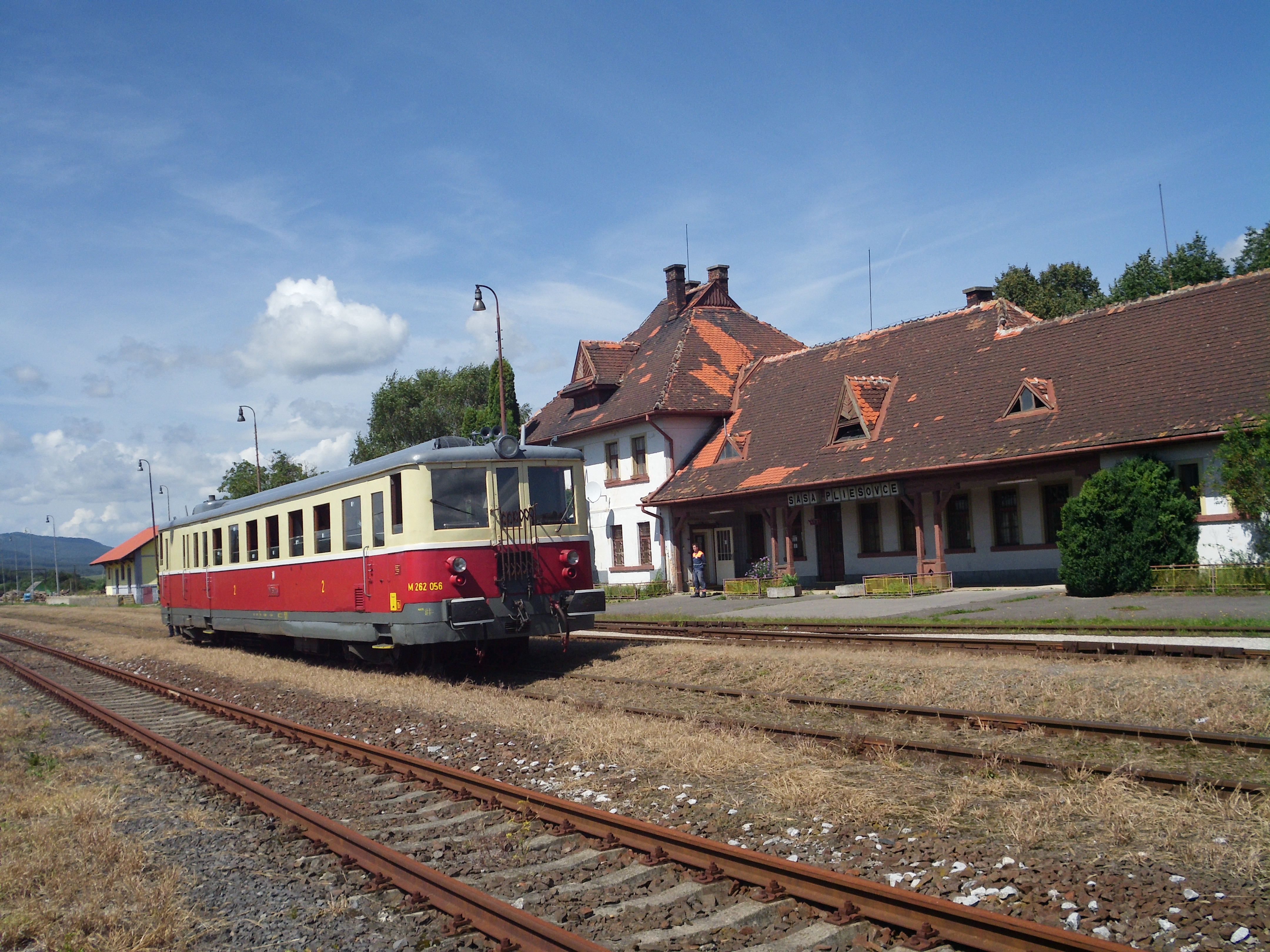
Bahnhof Sása-Pliešovce mit einem Sonderzug (2014)

Am 1. Januar 1993 ging die Strecke in Folge der Dismembration der Tschechoslowakei an die neu gegründeten Železnice Slovenskej republiky (ŽSR) über.
Am 2. Februar 2003 wurde der Personenverkehr eingestellt.
Die Initiative zur Wiederaufnahme des Personenverkehrs ging im Frühjahr 2018 vom slowakischen Verkehrsminister Arpád Érsek aus. Am 26. April 2018 fand dazu einen Sonderzugfahrt zwischen Zvolen und Šahy statt, bei der neben dem Verkehrsminister auch die Direktoren von ŽSR und ZSSK, sowie Vertreter der Anliegergemeinden teilnahmen. Vereinbart wurde die Wiederaufnahme des Personenverkehrs für Sommer 2019. Nach zügiger Instandsetzung der Reiseverkehrsanlagen konnte dann der Personenverkehr am 2. Jänner 2019 wieder aufgenommen werden.
Im Jahresfahrplan 2021 verkehren Personenzüge der ZSSK im Zweistundentakt, von denen die meisten von und nach Šahy durchgebunden werden. Samstags und sonntags verkehren nur einzelne Züge ohne Rückleistung, ansonsten ruht der Reiseverkehr.